# نادي الشرارة
نادي الشرارة هو أحد أندية كرة القدم في ليبيا. وكان بن شرارة هو الفريق الأكثر معتمدة في سبها على طول قرضابية، وروجت للفريق في 2005/2006 دوري الدرجة الثانية الليبي الموسم إلى دوري الدرجة الأولى الليبي. وكان هبط في نهاية المطاف إلى الفريق في موسم 2006/2007، إلا أن فريق تقاتل من أجل ترويج في المواسم القليلة الماضية ولكن لم تنجح. آل شرارة يبقى نادي كبير في سبها وفزان.